# Herman Schaepman
Hermanus Johannes Aloysius Maria (Herman) Schaepman (Tubbergen, 2 maart 1844 – Rome, 21 januari 1903), meestal aangeduid als Dr. Schaepman, was een Nederlands dichter, rooms-katholiek priester, theoloog en politicus. Hij speelde een doorslaggevende rol in de katholieke emancipatie als eerste priester die lid van de Tweede Kamer werd.
Schaepman was progressief, zeker in sociale zin. Toch was hij op geloofsgebied een conservatief, een zogenaamde 'ultramontaan', die strikt de paus volgde. Hij moest niets hebben van liberalisme, en daarom kon hij samen met de protestantse voorman en politicus Abraham Kuyper de basis leggen voor de regering van de Rechtse Coalitie, een samenwerkingsverband van confessionele partijen, waardoor de decennialange macht van de liberalen rond 1900 werd gebroken. Zijn devies luidde Credo, pugno (Ik geloof, ik strijd). Mgr Schaepman werd vaak aangeduid als 'de doctor'.

## Leven
Schaepman werd in een rooms-katholiek gezin in Twente geboren. Hij kreeg een opleiding tot priester aan respectievelijk het Klein-Seminarie te Culemborg en het Groot-seminarie Rijsenburg. Op zijn studie ontving hij het predicaat: excellent. Op 15 augustus 1867 werd hij in de kathedraal van Utrecht tot priester gewijd door zijn neef, de latere aartsbisschop van Utrecht, Mgr. Andreas Ignatius Schaepman (1815-1882).
In oktober 1868 vertrok hij naar Rome en promoveerde aldaar in 1869, op vijfentwintigjarige leeftijd, tot doctor in de theologie. In 1870 keerde hij terug naar Nederland en werd hij benoemd tot hoogleraar kerkgeschiedenis aan het groot-seminarie Rijsenburg in Driebergen. In 1871 nam hij samen met Dr. Nuyens de redactie op zich van het tijdschrift "De Wachter", later: "Onze Wachter". Dit tijdschrift was gewijd aan de belangen van de kunst en de wetenschap. Schaepman kon voortreffelijk doceren. De universiteit van Leuven kende hem in 1883 een eredoctoraat toe in de wijsbegeerte en de letteren.

## In de politiek

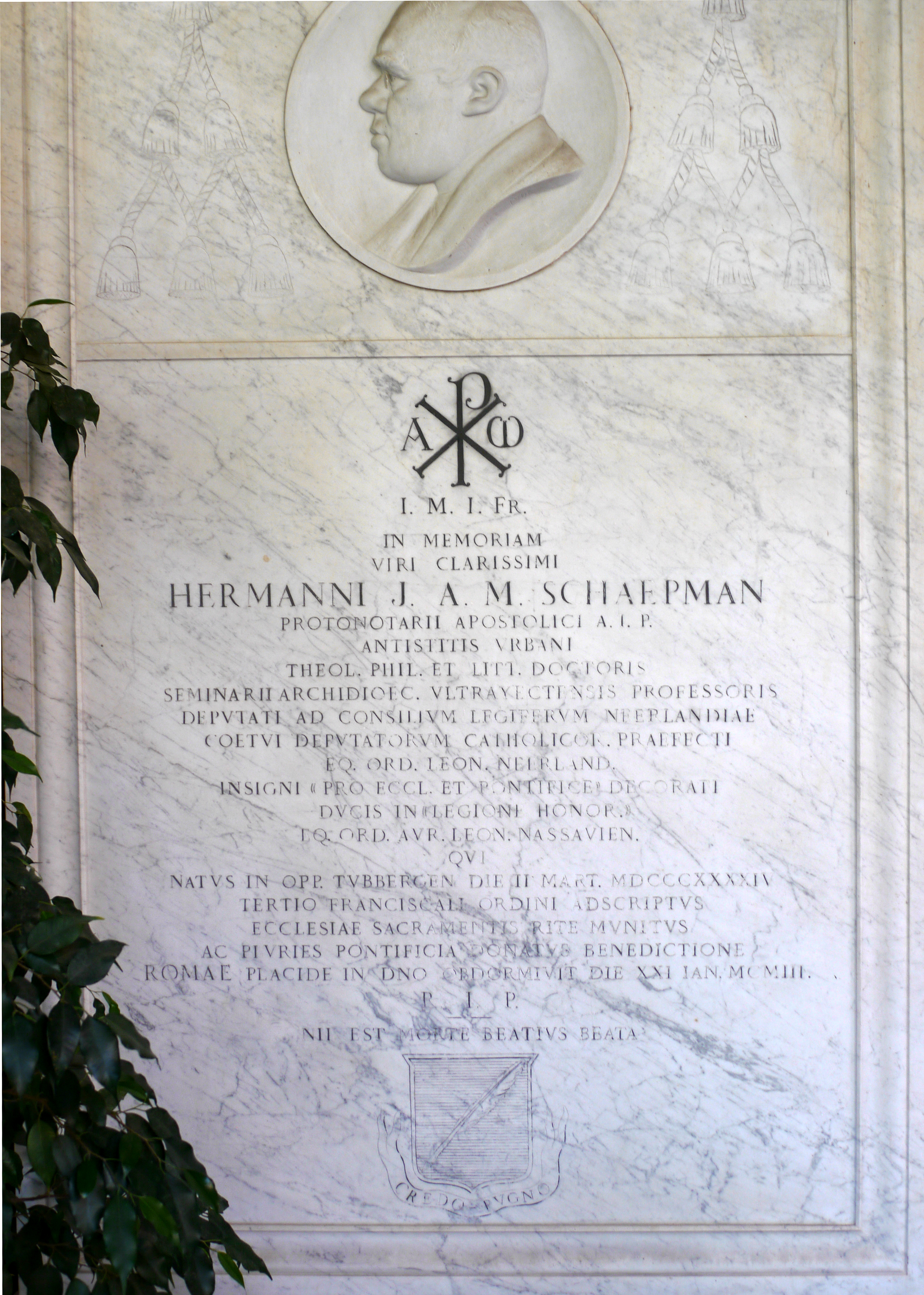
De grafsteen van Herman Schaepman in het Campo Santo dei Teutonici e dei Fiamminghi te Rome.

In 1880 werd hij verkozen als lid van de Tweede Kamer der Staten-Generaal. Ook in het parlement was hij een begaafd en boeiend spreker. De verkiezing van Schaepman tot lid van het parlement was een novum. Tot die tijd hielden de katholieken zich min of meer afzijdig van het politieke toneel. Schaepman was een van de eerste katholieken die zitting namen in het parlement. Van meet af aan zocht Schaepman toenadering tot de anti-revolutionairen onder leiding van Abraham Kuyper. Bij de verkiezingen van 1888 kregen de confessionelen een meerderheid in het parlement. In het verlengde hiervan trad voor het eerst een duidelijk confessioneel kabinet naar voren onder leiding van Æneas Mackay jr.. Op het beleid van dit kabinet werd grote invloed geoefend door Schaepman en De Savornin Lohman. Per abuis sprak het Kamerlid Schaepman zelfs één keer over zijn kabinet. In 1901 behaalden de confessionelen een ruime meerderheid in het parlement. Op de achtergrond heeft Schaepman een duidelijke bijdrage gehad in de totstandkoming van het kabinet-Kuyper. In 1901 werd Schaepman voorzitter van de rooms-katholieke Kamerclub. Naast zijn wetenschappelijke- en politieke talenten, kon Schaepman ook uitstekend dichten. Schaepman overleed op 58-jarige leeftijd in Rome, waar hij werd begraven in het Campo Santo dei Teutonici e dei Fiamminghi. Abraham Kuyper telegrafeerde zelfs naar Rome: Quis non fleret? (wie zou niet wenen?).

## Als dichter en schrijver
Als dichter wordt Schaepman gezien als navolger van Bilderdijk en vooral ook van Da Costa. Hij trad op als letterkundig spreker en droeg ook zijn eigen werk voor.

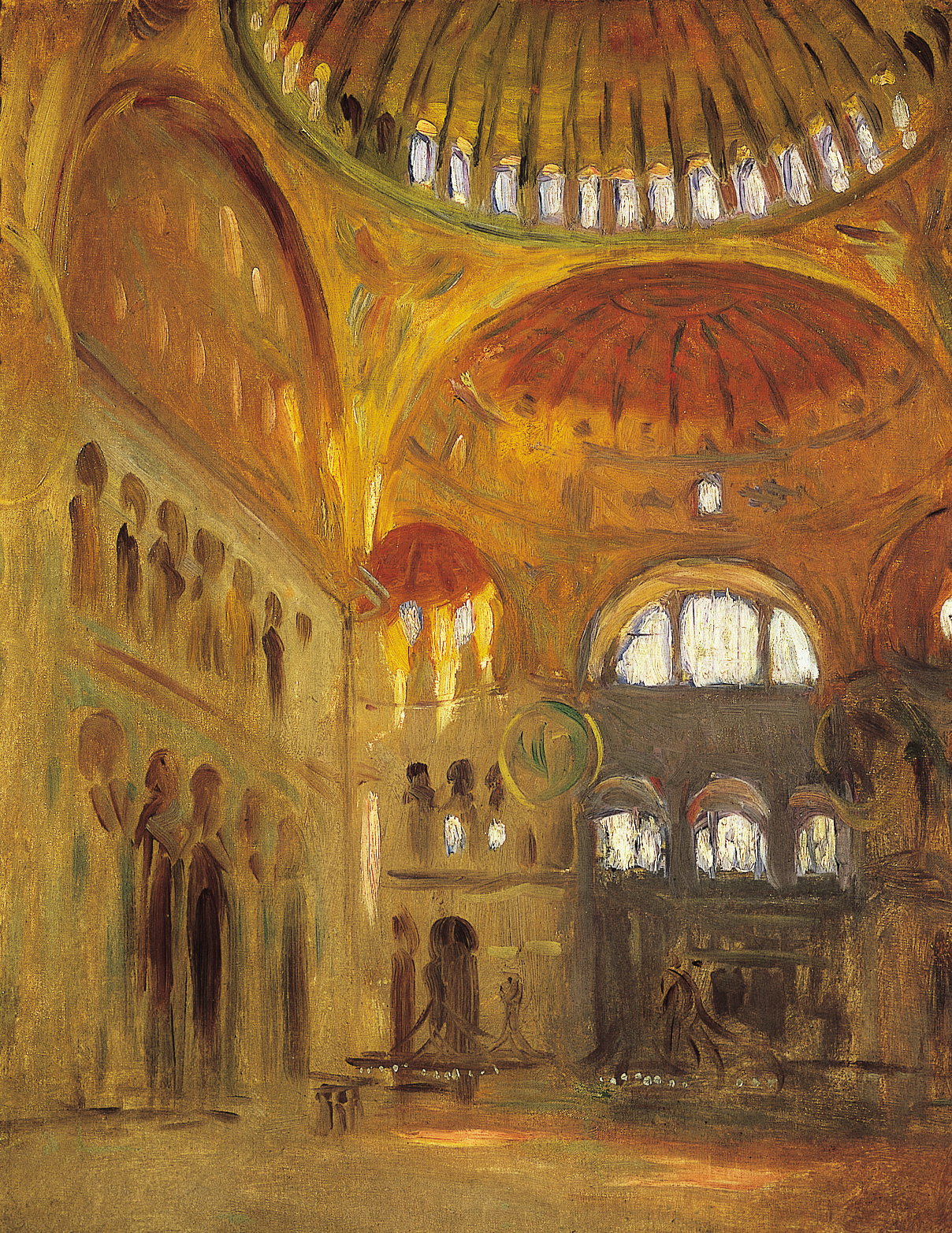
Een schilderij van de binnenzijde van Aya Sofia, 1891, John Singer Sargent

In 1883 reisde Schaepman naar het Osmaanse Rijk, en in 1886 verscheen zijn grote gedicht Aya Sofia, over de grote moskee in Konstantinopel, die vroeger een kerk was. Dit dichtstuk werd als "rederijkerij vol valse beeldspraak" fel bespot door de 15 jaar jongere Willem Kloos. Anderen verdedigden juist dit werk, bijvoorbeeld in 1918 J. Persijn en in 1936 Seerp Anema. Hieronder een voorbeeld van zijn dichtwerk, uit dit gedicht
Een doodsche stilte als der woestijnen
Zweeft hoorbaar om der zuilen top,
Daalt van der koepels breede lijnen,
Stijgt van 't bedekt plaveisel op;
Een stilte door geen zonnestralen
Uit windselen des doods geslaakt,
Door 't ruischend glijden der koralen,
Die in der Muslim vingren dwalen,
Meer hoorbaar voor de ziel gemaakt;
Een stilte, leêg van licht en leven,
Waardoor toch toonen, glansen zweven,
Wanneer 't verleden weêr ontwaakt.
Andere belangrijke werken zijn:
- Paus, 1866
- De eeuw en haar koning, 1867
- Vondel, 1868
- Kerstnacht, naar W. Molitors mijsteriespel uit het Hoogduitsch in Hollandsche dichtmaat overgebracht, 1868
- Het lied des konings, 1869
- De Piusfeesten te Rome, 10, 11 en 12 April 1859
- Losse herinneringen (Kath. Ned. Brochuren-Vereeniging) Utrecht 1871
- De weg der waarheid en het leven, rede, 1871
- Napoleon, gedicht, 1873
- De Christelijke liefde, rede, 1870
- Parijs 1870-'71. Een gedicht, 1872.
- De luchtballon, 1872.
- Godsdienst en volkswelvaart. Een studie over Katholicisme en Protestantisme, 1875.

Met J.W. Brouwers, P.J. Koets en J.H. de Rijk bewerkte hij vier treurspelen van Vondel namelijk Adam in ballingschap, Peter en Pauwels, de Maagden en Maria Stuart. Deze bewerkingen verschenen in 1872.

## Betekenis

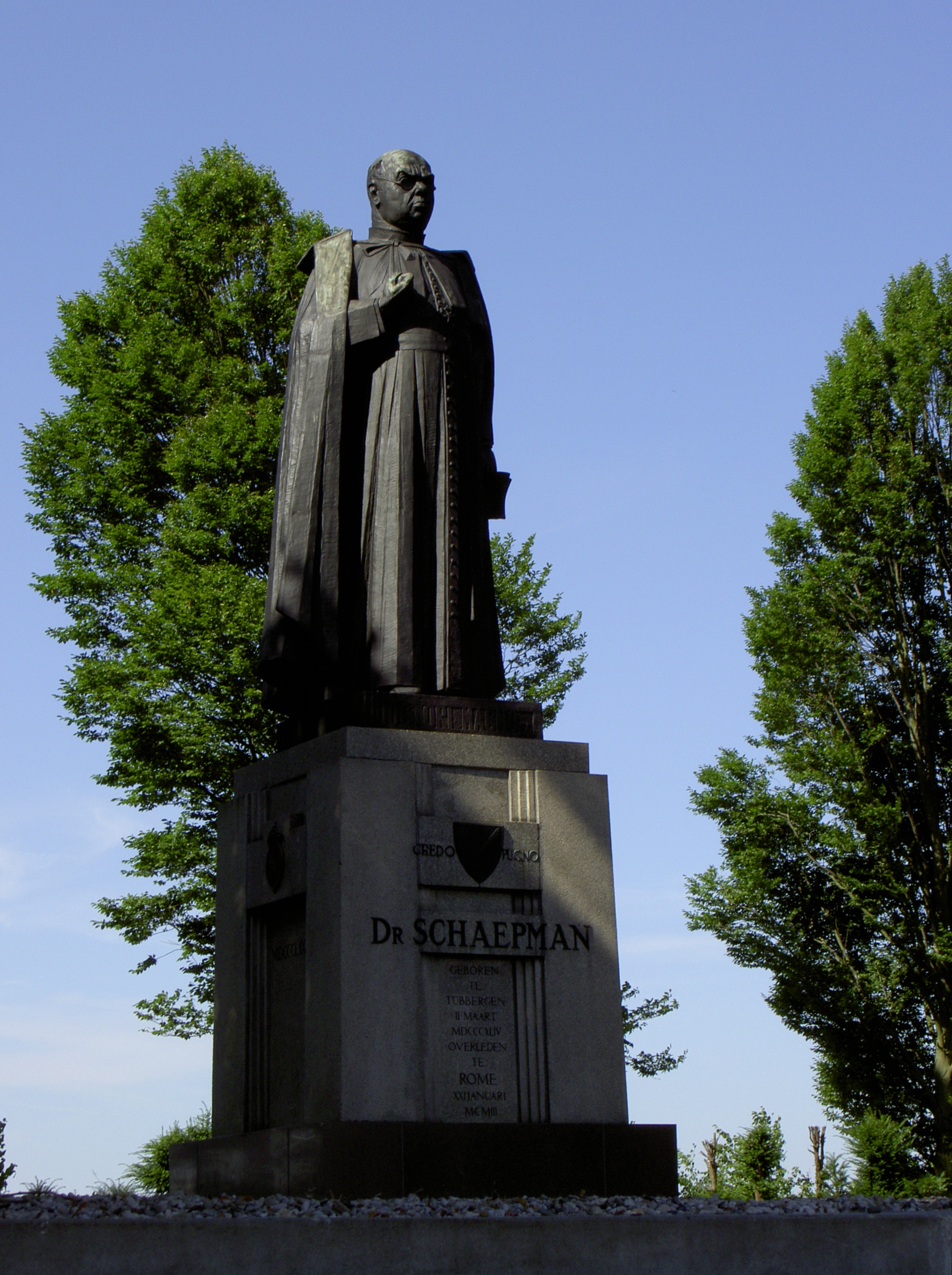
Standbeeld van dr. Schaepman (door August Falise) in Tubbergen

Schaepman is van grote betekenis geweest voor de emancipatie van het katholieke volksdeel. Hij gaf de katholieken, sinds de Reformatie in de 16e eeuw een achtergestelde minderheid in de Nederlandse samenleving, een maatschappelijk en politiek gezicht. Door zijn samenwerking met andere christelijke partijen wist hij deze politieke emancipatie ook daadwerkelijk voor elkaar te krijgen. De krachtige organisatie van de confessionele partijen heeft de Nederlandse politiek van de 20e eeuw beheerst.
In zijn Heimat, het katholieke Twente, werd Schaepman geëerd door alle lagen van de bevolking. Op de Tubbergse es in zijn geboorteplaats werd het reusachtige standbeeld van dr. Schaepman opgericht: uitdrukking van de politieke emancipatie van zowel Twente als het rooms-katholicisme toentertijd. Dit beeld van de beeldhouwer August Falise werd op 11 augustus 1927 onthuld door mgr. Nolens, lid van de Tweede Kamer der Staten Generaal. De feestrede werd daarbij uitgesproken door de voorzitter van de Tweede Kamer (en oud-minister-president) Charles Ruijs de Beerenbrouck.

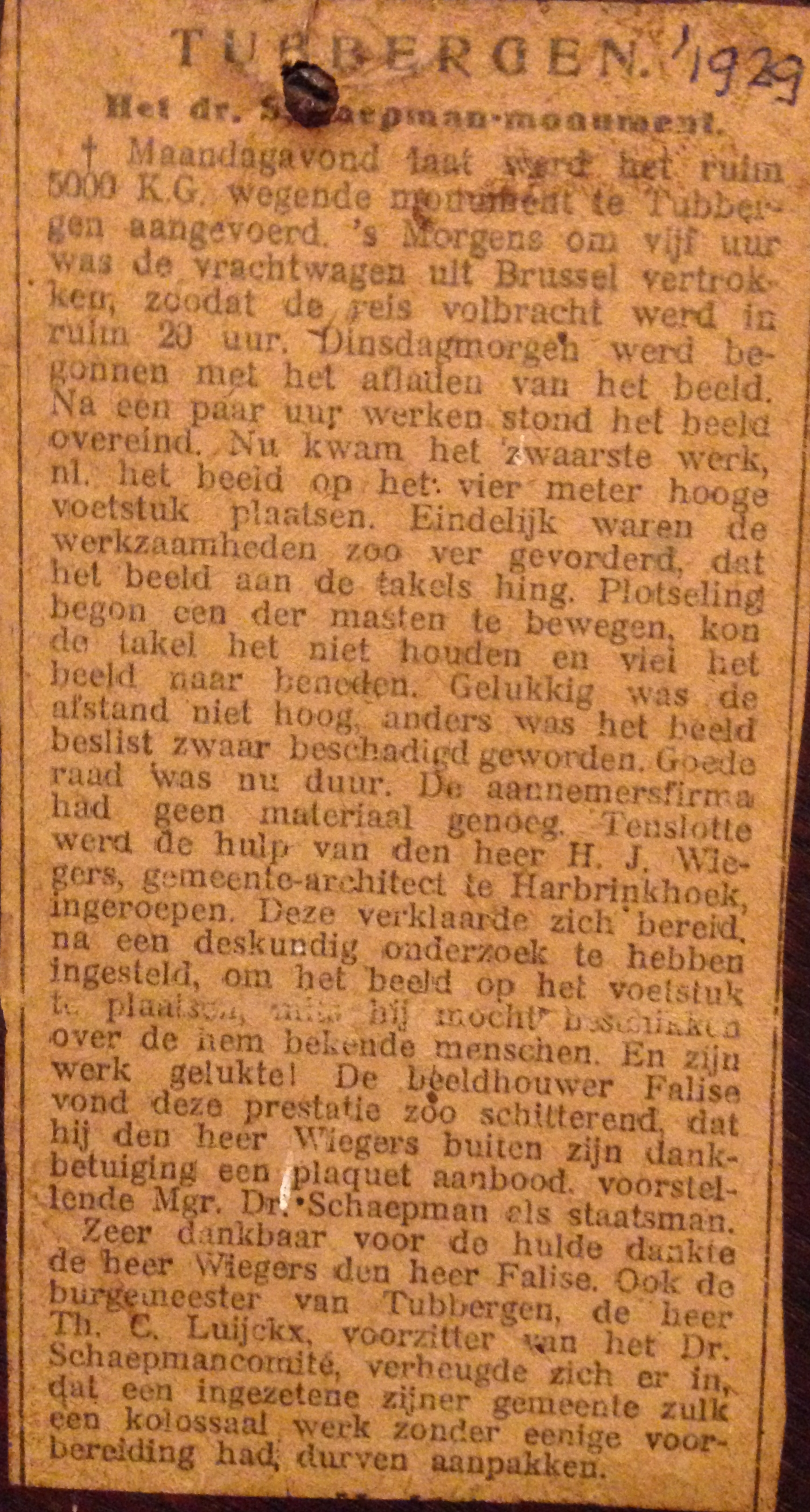
Krantenartikel uit 1929 over de plaatsing van het Schaepmanstandbeeld op de Tubbergse es

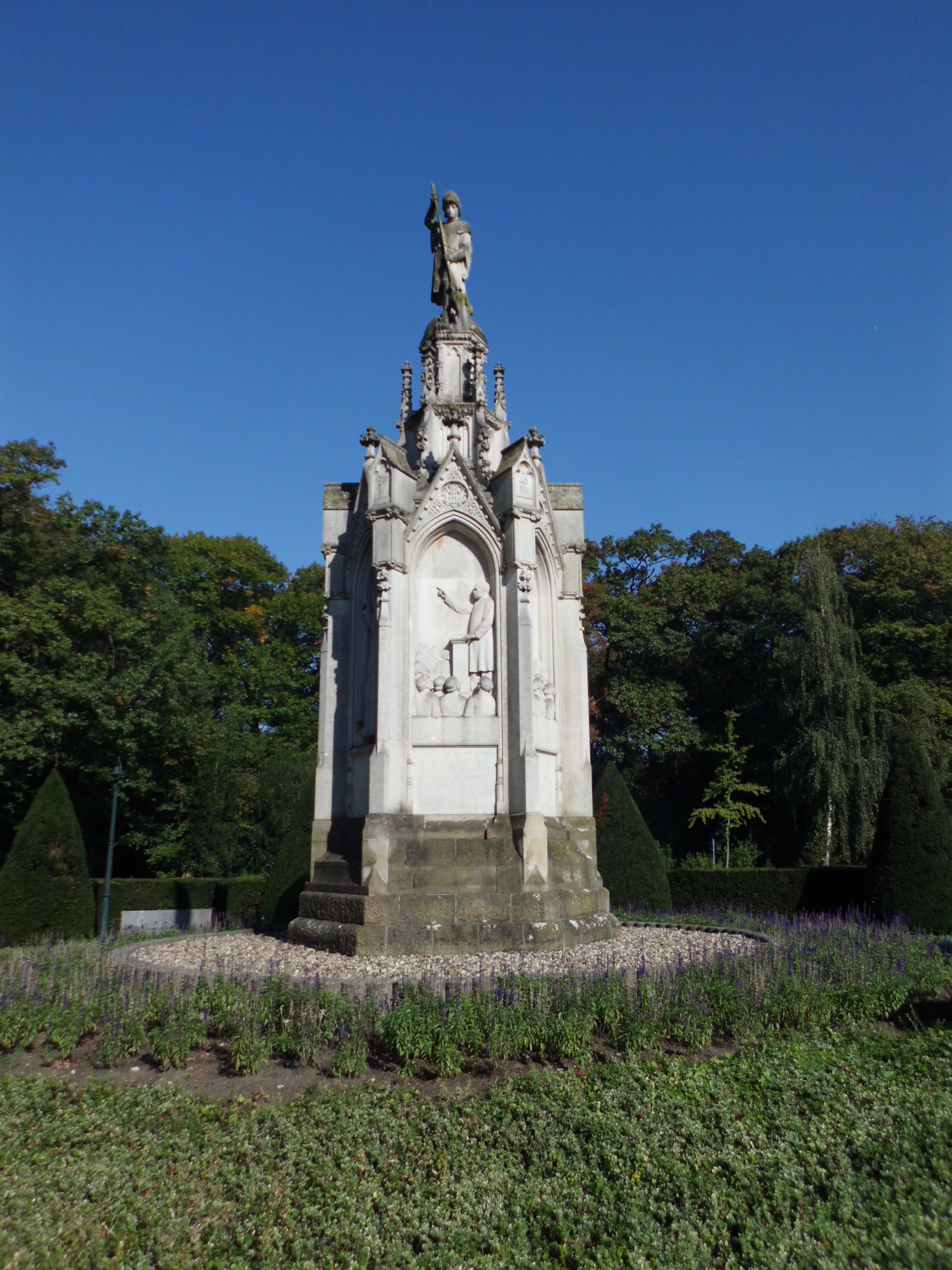
Schaepmanmonument op het voorterrein van het voormalig Grootseminarie Rijsenburg in Driebergen-Rijsenburg

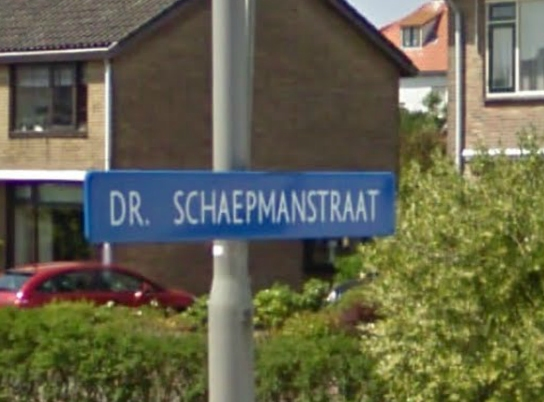
Naambordje van een van de vele Dr. Schaepmanstraten

In Driebergen-Rijsenburg staat het Schaepmanmonument uit 1908, ontworpen door architect Pierre Cuypers. Bij zijn geboorteplaats Tubbergen torent sinds 1927 het Standbeeld van dr. Schaepman boven de velden uit, op een kleine kilometer van de Eeshof, de havezate waar hij geboren werd. Op de lijn tussen beeld en huis ligt de Doctor Schaepmanstraat. Nog lang na zijn dood zijn veel straten naar de politicus vernoemd. Deze zijn onder andere te vinden in Assen, Breda, Delft, Den Haag, Geleen, Gemert, Haarlem, Halfweg, Heerlen, Hengelo, Maastricht, Nijmegen, Nijverdal, Oudenbosch, Putte, Ridderkerk, Roosendaal, Steenwijk, Tilburg, Utrecht, Valkenswaard, Vlaardingen, Waalwijk, Wateringen, Weert, Westervoort, Wierden en Zandvoort.
Tegen het einde van zijn leven werd Schaepman Franciscaan. Hij stierf in Rome in het franciscaner habijt, bijgestaan door zusters Franciscanessen.

## Diversen
Met de opheffing van de Katholieke Volkspartij en het opgaan daarvan in het CDA is er periodiek een Schaepmandag om bij te dragen aan het voortleven van het erfgoed van Herman Schaepman.
In de vaderlandse borrelcultuur is er een 'schaepmannisme' te vinden: het schaapmannetje. Dit werd in 1882 voor het eerst gevonden, in het tijdschrift Noord en Zuid; onder het kopje ‘Nieuwe woorden’ staat daar:
Sedert de drankwet in de Tweede Kamer behandeld werd, hoort men het eerst te ’s-Gravenhage maar later op vele plaatsen, ‘een borrel’ noemen ‘een schaapmannetje’.
Het schaapmannetje dankt zijn naam aan Schaepman. Tijdens de behandeling van de drankwet in de Tweede Kamer zou iemand hebben gezegd: ‘Een werkman heeft recht op een borrel.’ Schaepman zou daarop hebben geantwoord: ‘Wel op twee borrels.’ Althans zo gaat de anekdote, die in diverse 19de-eeuwse bronnen is terug te vinden. Wie de Handelingen der Staten-Generaal erop naslaat, vindt echter dat Schaepman op 9 mei 1881 in de Kamer zei: ‘Ik meen te mogen aannemen dat niemand in het gebruik van twee glazen sterken drank per dag een schrikbarend drankverbruik zal zien.’ Schaapmannetje werd aanvankelijk gebruikt voor ‘tweede borrel’. Later werd het voor ‘glas jenever’ in het algemeen gebruikt. Sinds 1914 staat het in deze betekenis in de Grote Van Dale. De borrelnaam was tot het eind van de 19de eeuw zeer gangbaar. In 1900 schreef een tijdschrift: ‘Wie hoorde niet van een schaapmannetje?'
Zijn beeltenis staat op een postzegel in de serie Zomerzegels van 1936.

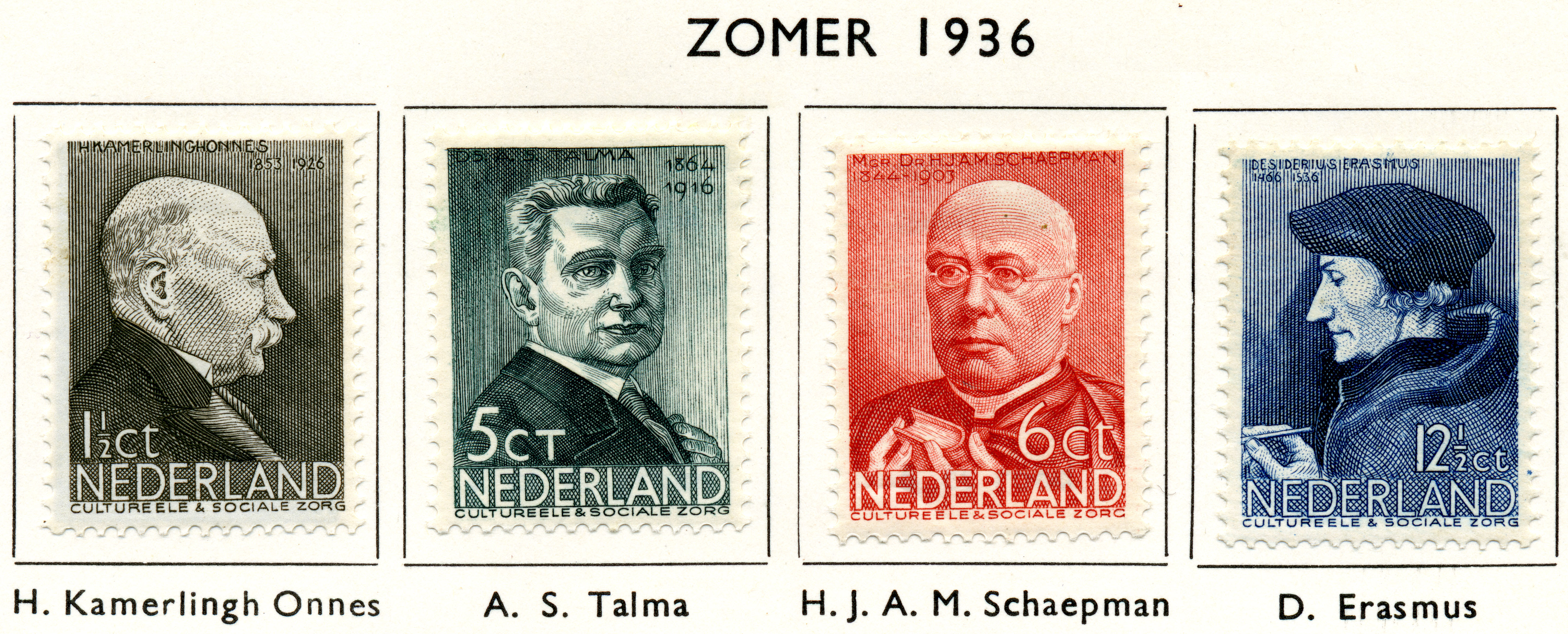
Zomerpostzegels 1936

## Publicaties van Schaepman (selectie)
- Schaepman de dichter, samenstelling door Martin Paus, met een voorwoord van Michel van der Plas. (Keuze uit het dichtwerk). Hengelo, Smit van 1876, 1994.
- Verzamelde dichtwerken van H.J.A.M. Schaepman. Amsterdam, Langenhuysen, 1869. (Bevat: De Paus, Vondel, De pers, S. Maria, de zondaresse van Egypte & De eeuw en haar koning. (5e verm. uitg., Amsterdam, 1899)
- H.J.A.M. Schaepman: Menschen en boeken. Verspreide opstellen. 5 delen. Utrecht, Van Rossum, 1893-1905

## Publicaties over Schaepman (selectie)
- Ton Crijnen en Ina Herbers, Een groot emancipator: Herman Schaepman 1844-1903, Valkhof pers, 2022, ISBN  978 90 5625 531 2
- Jan en Annie Romein: Herman Schaepman, 's Pausen Zwitser. In: Erflaters van onze beschaving. Amsterdam, 1938-1940
- J.F.M. Sterck: Schaepman, mgr. Dr. Hermanus Johannes Aloysius Maria. In: Nieuw Nederlands Biographisch Woordenboek, deel 6 (1924)
- A.M.J.J. Binnewiertz: Levensbericht van H.I.A.M. Schaepman. In: Handelingen en mededeelingen van de Maatschappij der Nederlandsche Letterkunde te Leiden, over het jaar 1903-1904.
- G. Brom: Dr. H. J. A. M. Schaepman. Haarlem, Tjeenk Willink, 1903. (Mannen en vrouwen van beteekenis in onze dagen, 34: 1)